# Antonio Palella
Antonio Palella (8. října 1692 San Giovanni a Teduccio – 7. března 1761 Neapol) byl italský hudební skladatel a cembalista

## Život
O životě skladatele je známo jen málo informací. Studoval hudbu na neapolské konzervatoři Sant'Onofrio Porta Capuana. V létě roku 1721 zde byla uvedena jeho první známá skladba, oratorium Li scherzi delle Grazie. Později působil jako druhý cembalista v divadle Teatro San Carlo. Zde také upravoval díla jiných skladatelů pro provedení v tomto divadle. Přepracoval např. tři opery Johanna Adolfa Hasse: Trigrane, Ipermestra a Tito Vespasiano. Své vlastní opery uváděl také v divadlech Teatro Nuovo a Teatro dei Fiorentini.
Přestože je dnes v hudbě málo známým skladatelem, má významné místo v dějinách opery buffa. Důležitá byla výměna neapolského dialektu, ve kterém byla psána libreta většiny oper neapolské školy, za běžnou italštinu, takže opery byly srozumitelné i v dalších městech severní Itálie. Zasloužil se tak o rozšíření neapolské komické opery i mimo hranice Neapole. Rovněž melodika jeho oper se výrazně odlišovala od dosavadních skladeb. Blížila se ke stylu raného klasicismu.

## Dílo
- Li scherzi delle Grazie (oratorium, libreto T. Stasi, Neapol)
- L'Origille (opera buffa, libreto Antonio Palomba, 1740, Teatro Nuovo, Neapol)
- L'incanti per amore (opera buffa, libreto Pietro Trinchera, 1741, Teatro Nuovo, Neapol)
- Il trionfo del valore (commedia per musica, libreto Antonio Palomba, 1741, Neapol; spolupráce Nicola Porpora a Giampaolo di Domenico)
- Il chimico (1742, Neapol Teatro Nuovo)
- Il geloso (opera buffa, libreto Domenico Macchia, 1751, Neapol)
- Koncertní árie a kantáty
- Flétnový koncert G-dur